# 17 (số)
17 (mười bảy) là một số tự nhiên ngay sau 16 và ngay trước 18.

## Trong toán học
- Căn bậc hai của 17 là 4,123105626
- Bình phương của 17 là 289
- 17 là số nguyên tố thứ 7 sau 2, 3, 5, 7, 11, 13, 17. Số nguyên tố kế tiếp 17 là 19. Hai số này tạo cặp số nguyên tố sinh đôi. 17 là tổng của 4 số nguyên tố nhỏ nhất. 17 cũng là số nguyên tố Mersenne thứ 6.

Carl Friedrich Gauss đã chứng minh được hình 17 cạnh (thập thất giác) là có thể dựng bằng thước hoặc compa vì 17 là một số Fermat.

## Trong hoá học
17 là số hiệu nguyên tử của Nguyên tố Clo

## Trong bóng đá
17 là số áo của Luis Nani tại Bồ Đào Nha.
Số áo của cầu thủ Văn Thanh[17] tại Đội tuyển Việt Nam
Số 17 cũng là số áo của Kevin De Bruyne tại Câu lạc bộ ManCity, cũng từng là số áo của Eden Hazard trong Câu lạc bộ Chelsea

## Lĩnh vực khác
Đối với người Ý thì 17 là con số xui, khi viết dưới dạng số La Mã là XVII. Khi các chữ này xếp theo trật tự khác sẽ tạo thành từ VIXI, trong tiếng Latinh nó được dịch là "Tôi đã sống", ở thì hiện tại nó lại có nghĩa là "Cuộc đời tôi đã kết thúc". Vì thế trên máy bay ở Ý không bao giờ có số 17. Renault đã bán mẫu xe "R17" ở Ý với tên gọi "R177".